# Lista localităților din provincia Tekirdağ

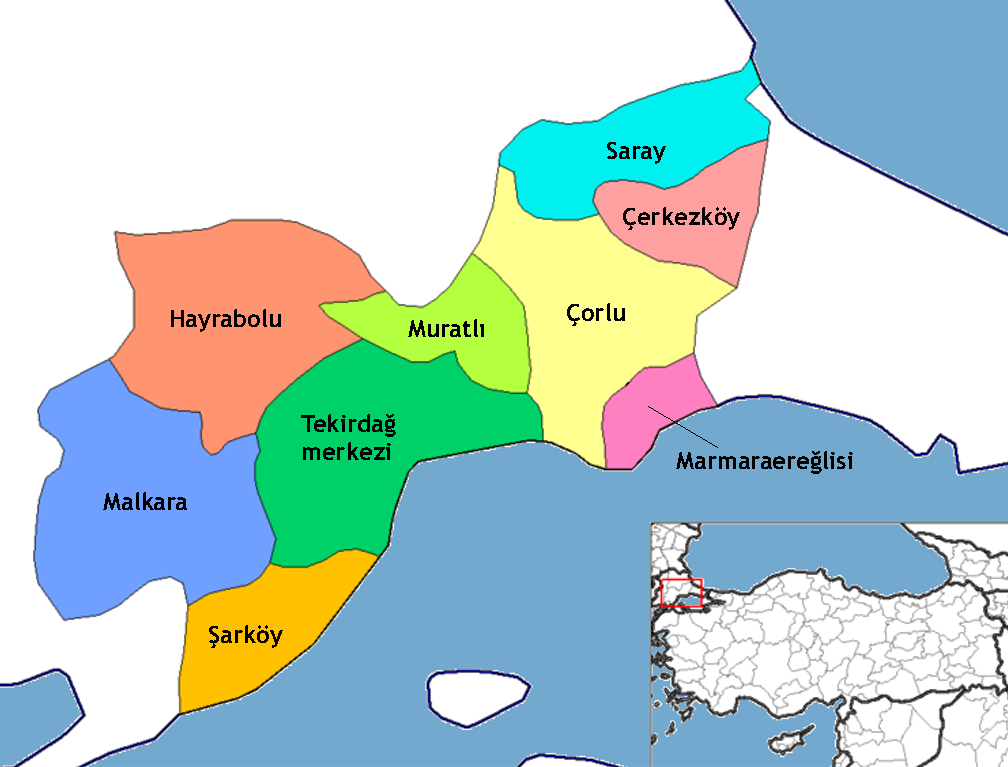
Provincia Tekirdağ

Aceasta este lista localităților din Provincia Tekirdağ, Turcia, după districte. În secțiunile de mai jos, prima localitate din fiecare listă este centrul administrativ al districtului.

## Tekirdağ
- Tekirdağ
- Ahmedikli, Tekirdağ
- Ahmetçe, Tekirdağ
- Akçahalil, Tekirdağ
- Araphacı, Tekirdağ
- Aşağıkılıçlı, Tekirdağ
- Avşar, Tekirdağ
- Banarlı, Tekirdağ
- Barbaros, Tekirdağ
- Bıyıkali, Tekirdağ
- Çanakçı, Tekirdağ
- Dedecik, Tekirdağ
- Demirli, Tekirdağ
- Doğrukaracamurat, Tekirdağ
- Evciler, Tekirdağ
- Ferhadanlı, Tekirdağ
- Gazioğlu, Tekirdağ
- Generli, Tekirdağ
- Gündüzlü, Tekirdağ
- Güveçli, Tekirdağ
- Hacıköy, Tekirdağ
- Husunlu, Tekirdağ
- Işıklar, Tekirdağ
- İnecik, Tekirdağ
- Karabezirgan, Tekirdağ
- Karacakılavuz, Tekirdağ
- Karaçalı, Tekirdağ
- Karaevli, Tekirdağ
- Karahalil, Tekirdağ
- Karahisarlı, Tekirdağ
- Karansıllı, Tekirdağ
- Kaşıkçı, Tekirdağ
- Kayı, Tekirdağ
- Kazandere, Tekirdağ
- Kılavuzlu, Tekirdağ
- Kınıklar, Tekirdağ
- Köseilyas, Tekirdağ
- Kumbağ, Tekirdağ
- Mahramlı, Tekirdağ
- Naipköy, Tekirdağ
- Nusratfakı, Tekirdağ
- Nusratlı, Tekirdağ
- Oğuzlu, Tekirdağ
- Ormanlı, Tekirdağ
- Ortaca, Tekirdağ
- Oruçbeyli, Tekirdağ
- Osmanlı, Tekirdağ
- Otmanlı, Tekirdağ
- Selçuk, Tekirdağ
- Semetli, Tekirdağ
- Seymenli, Tekirdağ
- Taşumurca, Tekirdağ
- Tatarlı, Tekirdağ
- Yağcı, Tekirdağ
- Yayabaşı, Tekirdağ
- Yazır, Tekirdağ
- Yenice, Tekirdağ
- Yeniköy, Tekirdağ
- Yukarıkılıçlı, Tekirdağ
- Yuva, Tekirdağ

## Çerkezköy
- Çerkezköy
- Bahçeağıl, Çerkezköy
- Kapaklı, Çerkezköy
- Karaağaç, Çerkezköy
- Karlı, Çerkezköy
- Kızılpınar, Çerkezköy
- Pınarca, Çerkezköy
- Uzunhacı, Çerkezköy
- Veliköy, Çerkezköy
- Yanıkağıl, Çerkezköy

## Çorlu
- Çorlu
- Ahimehmet, Çorlu
- Bakırca, Çorlu
- Deregündüzlü, Çorlu
- Esenler, Çorlu
- İğneler, Çorlu
- Karamehmet, Çorlu
- Kırkgöz, Çorlu
- Maksutlu, Çorlu
- Marmaracık, Çorlu
- Misinli, Çorlu
- Önerler, Çorlu
- Paşaköy, Çorlu
- Pınarbaşı, Çorlu
- Sarılar, Çorlu
- Seymen, Çorlu
- Şahpaz, Çorlu
- Türkgücü, Çorlu
- Ulaş, Çorlu
- Vakıflar, Çorlu
- Velimeşe, Çorlu
- Yenice, Çorlu
- Yulaflı, Çorlu

## Hayrabolu
- Hayrabolu
- Ataköy, Hayrabolu
- Avluobası, Hayrabolu
- Aydınlar, Hayrabolu
- Bayramşah, Hayrabolu
- Buzağcı, Hayrabolu
- Büyükkarakarlı, Hayrabolu
- Cambazdere, Hayrabolu
- Canhıdır, Hayrabolu
- Çene, Hayrabolu
- Çerkezmüsellim, Hayrabolu
- Çıkrıkçı, Hayrabolu
- Dambaslar, Hayrabolu
- Danişment, Hayrabolu
- Delibedir, Hayrabolu
- Duğcalı, Hayrabolu
- Emiryakup, Hayrabolu
- Fahrioğlu, Hayrabolu
- Hacıllı, Hayrabolu
- Hasköy, Hayrabolu
- Hedeyli, Hayrabolu
- İsmailli, Hayrabolu
- Kabahöyük, Hayrabolu
- Kadriye, Hayrabolu
- Kandamış, Hayrabolu
- Karababa, Hayrabolu
- Karabürçek, Hayrabolu
- Karakavak, Hayrabolu
- Karayahşi, Hayrabolu
- Kemallar, Hayrabolu
- Kılıçlar, Hayrabolu
- Kurtdere, Hayrabolu
- Kutlugün, Hayrabolu
- Küçükkarakarlı, Hayrabolu
- Lahna, Hayrabolu
- Muzruplu, Hayrabolu
- Örey, Hayrabolu
- Övenler, Hayrabolu
- Parmaksız, Hayrabolu
- Soylu, Hayrabolu
- Subaşı, Hayrabolu
- Susuzmüsellim, Hayrabolu
- Şalgamlı, Hayrabolu
- Tatarlı, Hayrabolu
- Temrezli, Hayrabolu
- Umurbey, Hayrabolu
- Umurçu, Hayrabolu
- Yörgüç, Hayrabolu
- Yörükler, Hayrabolu

## Malkara
- Malkara
- Ahievren, Malkara
- Ahmetpaşa, Malkara
- Aksakal, Malkara
- Alaybey, Malkara
- Allıışık, Malkara
- Bağpınarı, Malkara
- Balabancık, Malkara
- Ballı, Malkara
- Ballısüle, Malkara
- Batkın, Malkara
- Bayramtepe, Malkara
- Çavuşköy, Malkara
- Çınaraltı, Malkara
- Çınarlıdere, Malkara
- Çimendere, Malkara
- Danişment, Malkara
- Davuteli, Malkara
- Deliller, Malkara
- Demircili, Malkara
- Dereköy, Malkara
- Deveci, Malkara
- Develi, Malkara
- Doğanköy, Malkara
- Dolu, Malkara
- Elmalı, Malkara
- Emirali, Malkara
- Esendik, Malkara
- Evrenbey, Malkara
- Gönence, Malkara
- Gözsüz, Malkara
- Güneşli, Malkara
- Hacısungur, Malkara
- Halıç, Malkara
- Hasköy, Malkara
- Hemit, Malkara
- Hereke, Malkara
- Izgar, Malkara
- İbribey, Malkara
- İbrice, Malkara
- İshakça, Malkara
- Kadıköy, Malkara
- Kalaycı, Malkara
- Karacagür, Malkara
- Karacahalil, Malkara
- Karaiğdemir, Malkara
- Karamurat, Malkara
- Kavakçeşme, Malkara
- Kermeyan, Malkara
- Kırıkali, Malkara
- Kiremitlik, Malkara
- Kozyörük, Malkara
- Kuyucu, Malkara
- Küçükhıdır, Malkara
- Kürtüllü, Malkara
- Mestanlar, Malkara
- Müstecep, Malkara
- Pirinççeşme, Malkara
- Sağlamtaş, Malkara
- Sarıpolat, Malkara
- Sarıyar, Malkara
- Sarnıç, Malkara
- Sırtbey, Malkara
- Şahin, Malkara
- Tekkeköy, Malkara
- Teteköy, Malkara
- Vakıfiğdemir, Malkara
- Yaylagöne, Malkara
- Yaylaköy, Malkara
- Yenice, Malkara
- Yenidibek, Malkara
- Yılanlı, Malkara
- Yörücek, Malkara
- Yürük, Malkara

## Marmaraereğlisi
- Marmara Ereğlisi
- Çeşmeli, Marmaraereğlisi
- Sultanköy, Marmaraereğlisi
- Türkmenli, Marmaraereğlisi
- Yakuplu, Marmaraereğlisi
- Yeniçiftlik, Marmaraereğlisi

## Muratlı
- Muratlı
- Arzulu, Muratlı
- Aşağısevindikli, Muratlı
- Aydınköy, Muratlı
- Balabanlı, Muratlı
- Ballıhoca, Muratlı
- Çevrimkaya, Muratlı
- Hanoğlu, Muratlı
- İnanlı, Muratlı
- Kepenekli, Muratlı
- Kırkkepenekli, Muratlı
- Müsellim, Muratlı
- Yavaşça, Muratlı
- Yeşilsırt, Muratlı
- Yukarısevindikli, Muratlı
- Yukarısırt, Muratlı
- Yurtbekler, Muratlı

## Saray
- Saray
- Ayvacık, Saray
- Bahçedere, Saray
- Bahçeköy, Saray
- Beyazköy, Saray
- Büyükyoncalı, Saray
- Çayla, Saray
- Çukuryurt, Saray
- Demirler, Saray
- Edirköy, Saray
- Göçerler, Saray
- Güngörmez, Saray
- Kadıköy, Saray
- Karabürçek, Saray
- Kavacık, Saray
- Kurtdere, Saray
- Küçükyoncalı, Saray
- Osmanlı, Saray
- Sefaalan, Saray
- Sinanlı, Saray
- Sofular, Saray
- Yuvalı, Saray

## Şarköy
- Şarköy
- Aşağıkalamış, Şarköy
- Beyoğlu, Şarköy
- Bulgur, Şarköy
- Çengelli, Şarköy
- Çınarlı, Şarköy
- Eriklice, Şarköy
- Gaziköy, Şarköy
- Gölcük, Şarköy
- Güzelköy, Şarköy
- Hoşköy, Şarköy
- İğdebağları, Şarköy
- İshaklı, Şarköy
- Kızılcaterzi, Şarköy
- Kirazlı, Şarköy
- Kocaali, Şarköy
- Mursallı, Şarköy
- Mürefte, Şarköy
- Palamut, Şarköy
- Sofuköy, Şarköy
- Şenköy, Şarköy
- Tepeköy, Şarköy
- Uçmakdere, Şarköy
- Ulaman, Şarköy
- Yayaağaç, Şarköy
- Yayaköy, Şarköy
- Yeniköy, Şarköy
- Yörgüç, Şarköy
- Yukarıkalamış, Şarköy